# Linyphia textrix
Linyphia textrix is een spinnensoort in de taxonomische indeling van de hangmatspinnen (Linyphiidae).
Het dier behoort tot het geslacht Linyphia. De wetenschappelijke naam van de soort werd voor het eerst geldig gepubliceerd in 1842 door Charles Athanase Walckenaer.